# 琉球海溝
26°20′N 128°40′E / 26.333°N 128.667°E

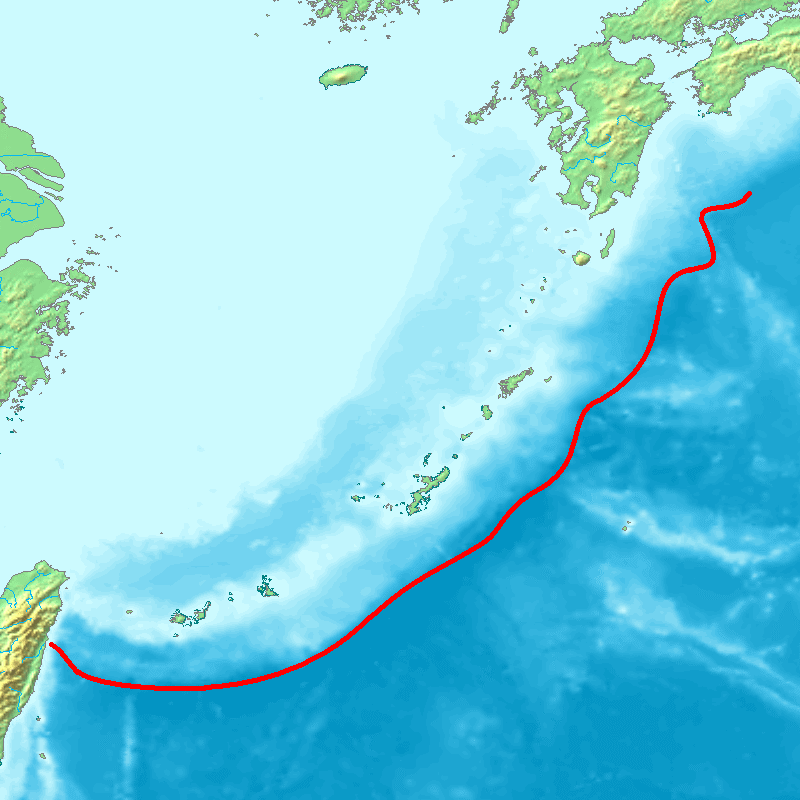
琉球海溝位置

琉球海溝（日语：／ Ryūkyū kaikō），又稱南西諸島海溝，是太平洋的海溝，位於日本南部和台灣東北部，海溝沿著日本琉球群島東南側的菲律賓海往下伸延，長度2,250公里（1,398英哩），最大深度7,507米（24,623英呎）。
琉球海溝是由菲律宾海板块潛入歐亞大陸板塊所形成的板塊邊界。由於缺乏相關震災紀錄，琉球海溝向來被認為不會發生大地震。然而近年學者研究發現，琉球海溝暗藏菲律賓板塊緊黏著歐亞板塊的“固著區”，學者判斷歐亞板塊不但黏著菲律賓海板塊，兩者之間還有連動作用。
琉球大學與名古屋大學的聯合團隊在距沖繩本島60公里的東南海域的海底，固著區界線附近水下2300~2900公尺深的海底，放置兩處觀測機器(相距15公里)，自2008年到2017年接收的訊號發現，平均每年各向西北方的沖繩本島移動6.3及2.1公分，測得固著區的範圍長約130公里，寬度20~30公里，最大寬度可達60公里。1791年沖繩本島南方海域發生規模8的海溝型地震，沖繩島南部與那原町曾記錄到11公尺高海嘯，當時產生之海底位移區域與此研究發現的固著區大致重疊。之前都認為琉球群島附近不太會產生巨大地震，而此研究結論認為有重新評估可能性的必要。
。

## 外部連結
- （日語）大東諸島移動說 （页面存档备份，存于）